# Бергсхамра (станция метро)
«Бергсхамра» (швед. Bergshamra) — станция Стокгольмского метрополитена. Расположена на Красной линии между станциями «Дандерюдс шукхус» и «Университетет», обслуживается маршрутом T14. Начала функционировать 29 января 1978 года и находится на глубине 20 метров под землёй.
Расстояние от Slussen составляет 8,8 километра. Станция имеет два билетных зала, причём южный был открыт только 11 апреля 1987 года. Обслуживает ежедневно около 5000 пассажиров.
Художественное оформление — Göran Dahl, Carl Johan De Geer и Kristina Anshelm.